# Върховен водач на Иран
Върховният водач на Иран (на персийски: رهبر معظم انقلاب) е най-висшата държавна и религиозна длъжност в Ислямска република Иран, създадена с приемането на конституцията от 1979 г. и базирана на доктрината  вилая-е-факих  (управление на ислямското право).
Върховният водач има повече правомощия от президента на Иран, като той има властта да назначава ръководителите на най-важните държавни институции: командващите въоржените сили на Иран, директора на държавната радио-телевизия, лидерите на главните релиогиозни организации, имамите в градските джамии, членовете на Съвета за национална сигурност, отговарящи за държавната политика по отбрана и външни работи. Той назначава върховния съдия, главния прокурор, с помощта на върховния съдия назначава членовете на Съвета на пазителите на конституцията (надпарламентарен орган, който се състои от 12 духовни лица, експерти по ислямско право), който одобрява или отхвърля закони и законопроекти на парламента съгласно конституцията, утвърждава кандидати за най-ключовите постове в страната, в това число депутатите от Меджлиса, министрите в правителството и президента на републиката.
Ислямска република Иран е имала двама върховни водачи в своята история: Рухолах Хомейни, който заема поста от 1979 г. до смъртта си през 1989 г. и Али Хаменеи, който наследява Хомейни през 1989 г.
|  | Тази страница частично или изцяло представлява превод на страницата Supreme Leader of Iran в Уикипедия на английски. Оригиналният текст, както и този превод, са защитени от Лиценза „Криейтив Комънс – Признание – Споделяне на споделеното“, а за съдържание, създадено преди юни 2009 година – от Лиценза за свободна документация на ГНУ. Прегледайте историята на редакциите на оригиналната страница, както и на преводната страница, за да видите списъка на съавторите. ВАЖНО: Този шаблон се отнася единствено до авторските права върху съдържанието на статията. Добавянето му не отменя изискването да се посочват конкретни източници на твърденията, които да бъдат благонадеждни. |